# Скукани
45°22′ пн. ш. 15°21′ сх. д. / 45.37° пн. ш. 15.35° сх. д.
Скукани (хорв. Skukani) — населений пункт у Хорватії, в Карловацькій жупанії у складі громади Генеральський Стол.

## Населення
Населення за даними перепису 2011 року становило 56 осіб.
Динаміка чисельності населення поселення: